# Município de Sugar Creek (condado de Putnam, Ohio)
O município de Sugar Creek (em inglês: Sugar Creek Township) é um município localizado no condado de Putnam no estado estadounidense de Ohio. No ano de 2010 tinha uma população de 1.200 habitantes e uma densidade populacional de 15,18 pessoas por km².

## Geografia
O município de Sugar Creek encontra-se localizado nas coordenadas 40° 53′ 38″ N, 84° 10′ 06″ O. Segundo o Departamento do Censo dos Estados Unidos, o município tem uma superfície total de 79.07 km², da qual 78,71 km² correspondem a terra firme e (0,47 %) 0,37 km² é água.

## Demografia
Segundo o censo de 2010, tinha 1.200 habitantes residindo no município de Sugar Creek. A densidade populacional era de 15,18 hab./km². Dos 1.200 habitantes, o município de Sugar Creek estava composto pelo 98,33 % brancos, o 0,08 % eram amerindios, o 0,33 % eram asiáticos, o 0,58 % eram de outras raças e o 0,67 % eram de uma mistura de raças. Do total da população o 1,75 % eram hispanos ou latinos de qualquer raça.